# رافائل کوبلیک
رافائل کوبلیک (به چکی: Rafael Kubelík)‏ (۲۹ ژوئن ۱۹۱۴ – ۱۱ اوت ۱۹۹۶) آهنگ‌ساز و رهبر ارکستر اهل جمهوری چک بود.

رافائل کوبلیک در آغاز نواختن ویولن را از پدرش «یان کوبلیک» آموخت و در ۱۴ سالگی به هنرستان موسیقی پراگ رفت و نخستین اجرای حرفه‌ای و رسمی‌اش را در ۱۹ سالگی در ارکستر فیلارمونیک چک انجام داد. وی با لودمیلا برتلوا ازدواج کرد.
او که مدتی را در دوران استیلای نازی‌ها مجبور به تحملِ فشار و پذیرش شرایطِ موجود شده بود، به دنبال کودتای چکسلواکی و تسلط کمونیست‌ها، دیگر حاضر نشد در چکسلواکی بماند و به بریتانیا پناهنده و بعدها شهروندِ کشور سوئیس شد.
او مدتی رهبرِ ارکستر سمفونیک شیکاگو بود.
کوبِلیک نشان امپراتوری بریتانیا و نشان افتخار شایستگی جمهوری فدرال آلمان را دریافت کرد.